# Разораната целина
 Тази статия е за романа на Михаил Шолохов.  За филма вижте Разораната целина (филм).  
„Разорàната целинà“ (на руски: Поднятая целина) е роман на руския писател Михаил Шолохов, издаден в две отделни части – първата през 1932, а втората – през 1959 година.
Романът е пространен текст, пропагандиращ извършваната от комунистическия режим в Съветския съюз колективизация. В центъра на сюжета е създаването на колхоз в село в Южна Русия и отношенията между няколко местни комунистически функционери и селяните. Първата част на романа излиза през 1932 година и е възприемана като самостоятелно произведение, но малко след това Шолохов започва да пише втора част на романа. Нейният текст е изгубен по време на Втората световна война и е написан отново през 50-те години, като е публикуван през 1959 година.
Първата книга на „Разораната целина“ е преведена на български от комунистическия деятел Марко Марчевски и е публикувана в България през 1936 година. След установяването на комунистическия режим книгата е преиздавана многократно, от 1960 година заедно с преведената от Георги Жечев втора част. Последното българско издание е от 1980 година.